# Седма изложба УЛУС-а (1948)
Седма изложба УЛУС-а (1948) је трајала у периоду од 29. новембра до 20. децембра 1948. године. Одржана је у галеријском простору Удружења ликовних уметника Србије односно у Уметничком павиљону "Цвијета Зузорић", у Београду.

## Оцењивачки одбор
Чланови оцењивачког одбора:
1. Марко Челебоновић
2. Ђорђе Андрејевић-Кун
3. Бранко Шотра
4. Љубица Сокић
5. Винко Грдан
6. Лојзе Долинар
7. Стеван Боднаров

## Излагачи

### Сликарство
1. Анте Абрамовић
2. Ђорђе Андрејевић-Кун
3. Стојан Аралица
4. Никола Бешевић
5. Јосип Бибић
6. Милан Божовић
7. Ђорђе Бошан
8. Павле Васић
9. Живојин Влајнић
10. Бета Вукановић
11. Бошко Вукашиновић
12. Оливера Б. Вукашиновић
13. Слободан Гавриловић
14. Драгомир Глишић
15. Милош Голубовић
16. Винко Грдан
17. Никола Граовац
18. Бора Грујић
19. Матија Зламалик
20. Божа Илић
21. Јозо Јанда
22. Гордана Јовановић
23. Првослав Караматијевић
24. Јарослав Кратина
25. Лиза Крижанић
26. Јован Кукић
27. Александар Кумрић
28. Светолик Лукић
29. Милун Митровић
30. Миливој Николајевић
31. Лепосава Ст. Павловић
32. Јефто Перић
33. Михајло С. Петров
34. Бошко Петровић
35. Зора Петровић
36. Јелисавета Петровић
37. Ђорђе Поповић
38. Зора Поповић
39. Мирко Почуча
40. Миодраг Р. Протић
41. Божидар Раднић
42. Влада Радовић
43. Љубица Сокић
44. Бранко Станковић
45. Вељко Станојевић
46. Боривоје Стевановић
47. Едуард Степанчић
48. Светислав Страла
49. Милорад Ћирић
50. Андрија Ханђа
51. Сабахадин Хоџић
52. Антон Хутер
53. Љубомир Т. Цинцар-Јанковић
54. Александар Челебоновић
55. Марко Челебоновић
56. Вера Чохаџић
57. Зуко Џумхур
58. Илија Шобајић

### Пластика
1. Борис Вериго
2. Дарослава Вијоровић
3. Лојзе Долинар
4. Олга Јеврић
5. Јелена Јовановић
6. Илија Коларовић
7. Милован Крстић
8. Франо Менегело-Динчић
9. Периша Милић
10. Божидар Обрадовић
11. Владета Петрић
12. Славка Петровић-Средовић
13. Тома Росандић
14. Ратимир Стојадиновић
15. Сретен Стојановић
16. Марин Студин
17. Стеван Боднаров